# مسييه 98
مسييه 98 أو م98 (بالإنجليزية: Messier 98 أو M98 أو NGC 4192) هي مجرة حلزونية تبعد نحو 60 مليون سنة ضوئية عن مجرتنا ، مجرة درب التبانة (بالمقارنة: تبلغ اتساع مجرتنا نحو 150 ألف سنة ضوئية). وتقع المجرة مسييه 98 في كوكبة الهلبة.

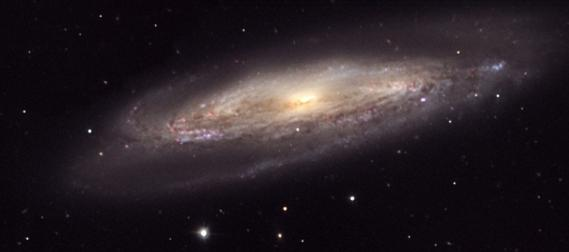
مسييه 98

اكتشف المجرة مسييه 98 بيير ميشان في 15 مارس عام 1781 إلى جانب اكتشافه للجرم مسييه 99 ومسييه 100 وسجل مسييه 98 في قائمة فهرس مسييه في 13 أبريل 1781 كأحد المذنبات.
وتبين القياسات أن المجرة م98 تقترب من المجموعة الشمسية بسرعة 125 كيلومتر في الثانية .

## معرض صور

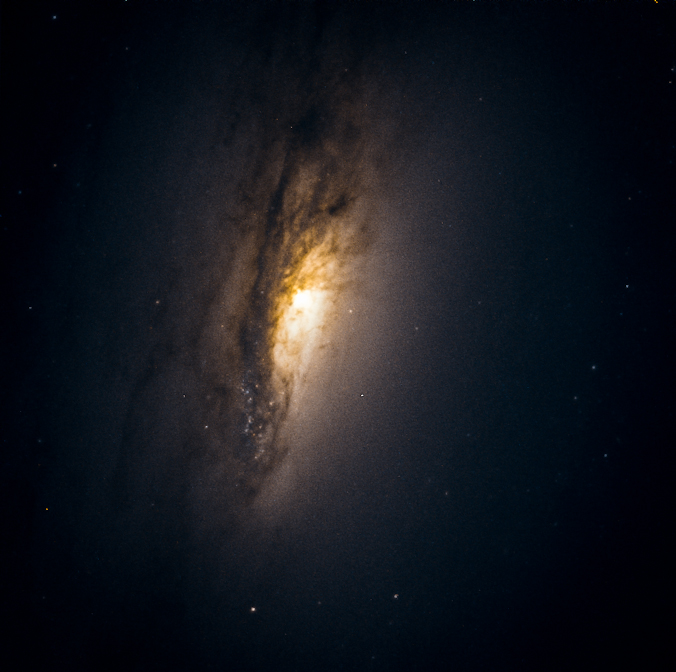
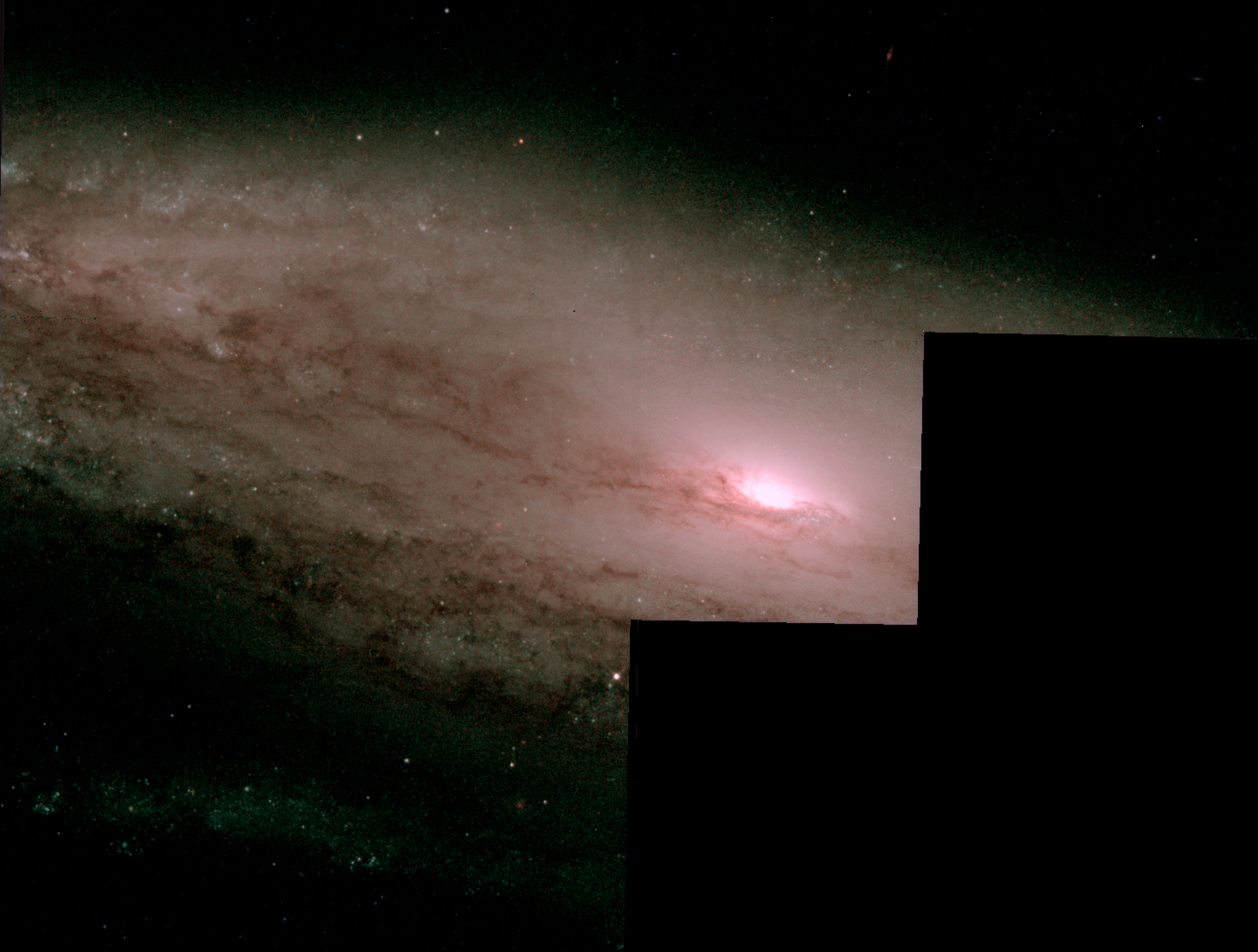
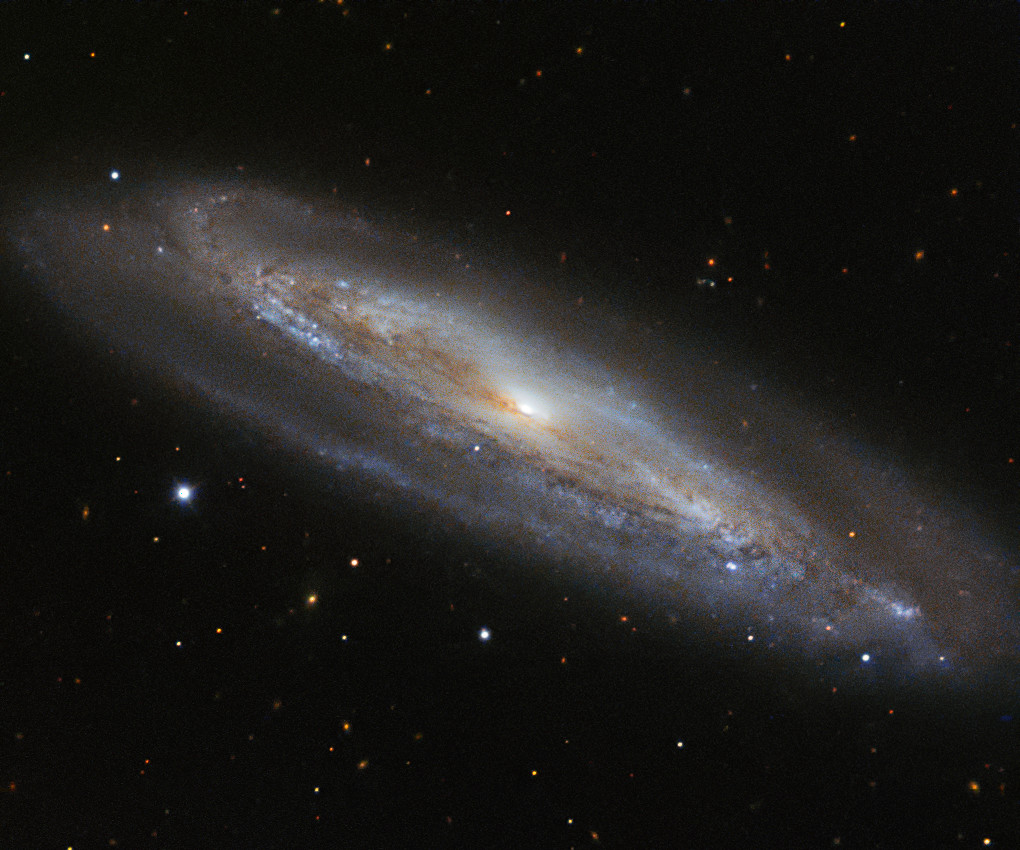

## اقرأ أيضا
- تجمع نجمي مفتوح
- تجمع نجمي مغلق
- مجرة حلزونية
- نجم
- مجرة
- قزم أبيض
- عملاق أحمر
- الانفجار العظيم
- خط زمني للانفجار العظيم
- ثقب أسود
- نجم نيوتروني

## وصلات خارجية
- موقع الكون
- Spiral Galaxy M98 @ SEDS Messier pages
- Messier Object 98